# Short Circuit: Live at the Electric Circus
Lives par The Fall
Live in London 1980
(1982)
Compilations par John Cooper Clarke
Urgh! A Music War
(1981)
Compilations par Joy Division
Still
(1981)
Compilations par The Drones
Streets
(1977)
Compilations par Steel Pulse
Hope & Anchor Front Row Festival
(1978)
Short Circuit: Live at the Electric Circus est une compilation de chansons enregistrées à l'Electric Circus de Manchester le 1er et 2 octobre 1977, soit deux concerts marquant les derniers spectacles de la salle avant sa fermeture. Publié par Virgin en 1978, l'album n'était disponible originellement qu'en format vinyle de 10" de couleur bleue pour les 5000 premiers pressages, noire et jaune, ainsi qu'orange pour les pressages promotionnels,.
Joy Division a joué sous leur nom original : Warsaw, lors de la seconde soirée, mais la piste est créditée au nom de Joy Division sur la pochette parce qu'ils ont changé leur nom en janvier 1978.
L'album a été réédité sur CD en 1990 par le label Blue Plate.
C'est le premier enregistrement édité pour The Fall ; Joy Division a sorti son premier 7" An Ideal for Living en indépendant juste 13 jours plus tôt, et les autres groupes ont sorti leur premiers albums en 1977.

## Publication
Certaines copies étaient vendues avec le single gratuit Another Close Shave du comédien John Dowie.

## Liste des pistes
Vinyle 10" (Virgin VCL5003)
| Face A | Face A                                        | Face A             | Face A | Face A | Face A | Face A | Face A | Face A | Face A |
| No     | Titre                                         | Auteur             | Durée  |        |        |        |        |        |        |
| ------ | --------------------------------------------- | ------------------ | ------ | ------ | ------ | ------ | ------ | ------ | ------ |
| 1.     | Stepping Out                                  | The Fall           | 2:36   |        |        |        |        |        |        |
| 2.     | (You Never See a Nipple in The) Daily Express | John Cooper Clarke | 1:03   |        |        |        |        |        |        |
| 3.     | At a Later Date                               | Joy Division       | 3:00   |        |        |        |        |        |        |
| 4.     | Persecution Complex                           | The Drones         | 2:50   |        |        |        |        |        |        |
| 9:29   |                                               |                    |        |        |        |        |        |        |        |

| Face B | Face B                               | Face B             | Face B | Face B | Face B | Face B | Face B | Face B | Face B |
| No     | Titre                                | Auteur             | Durée  |        |        |        |        |        |        |
| ------ | ------------------------------------ | ------------------ | ------ | ------ | ------ | ------ | ------ | ------ | ------ |
| 1.     | Makka Splaff (The Colly Man)         | Steel Pulse        | 5:45   |        |        |        |        |        |        |
| 2.     | I Married a Monster from Outer Space | John Cooper Clarke | 1:30   |        |        |        |        |        |        |
| 3.     | Last Orders                          | The Fall           | 3:08   |        |        |        |        |        |        |
| 4.     | Time's Up                            | Buzzcocks          | 2:58   |        |        |        |        |        |        |
| 13:21  |                                      |                    |        |        |        |        |        |        |        |